# Lista de bairros de Osasco
Essa é uma lista dos 60 bairros oficiais do município brasileiro de Osasco, no estado de São Paulo.

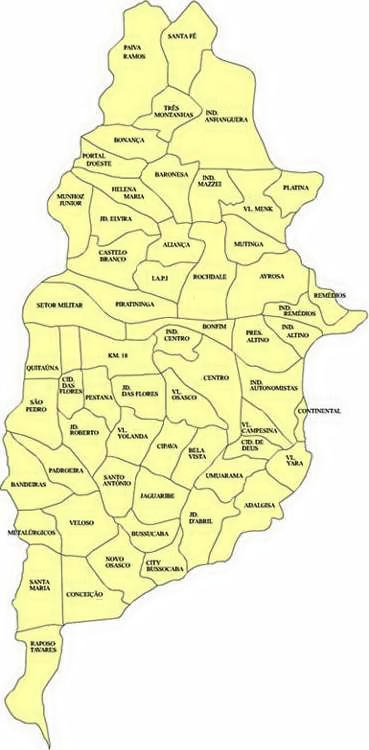
Mapa de Osasco

- Adalgisa
- Aliança
- Ayrosa
- Bandeiras
- Baronesa
- Bela Vista
- Bonança
- Bonfim
- Bussocaba
- Castelo Branco
- Centro
- Cidade das Flores
- Cidade de Deus
- Cipava
- City Bussocaba
- Conceição
- Conjunto Metalúrgicos
- Continental
- Industrial Altino
- Industrial Anhanguera
- Industrial Autonomistas
- Industrial Centro
- Industrial Mazzei
- Industrial Remédios
- Helena Maria
- IAPI
- Jaguaribe
- Jardim D'Abril
- Jardim das Flores
- Jardim Elvira
- Mutinga
- Piratininga
- Platina
- Jardim Roberto
- Veloso
- km 18
- Munhoz Júnior
- Novo Osasco
- Padroeira
- Paiva Ramos
- Pestana
- Portal D'Oeste
- Presidente Altino
- Quitaúna
- Raposo Tavares
- Remédios
- Rochdale
- Santa Fé
- Santa Maria
- Santo Antônio
- São Pedro
- Setor Militar
- Três Montanhas
- Umuarama
- Vila Campesina
- Vila Menck
- Vila Militar
- Vila Osasco
- Vila Yara
- Vila Yolanda[2]